# Gentiana filistyla
Gentiana filistyla är en gentianaväxtart som beskrevs av I. B. Balf. och Forrest. Gentiana filistyla ingår i släktet gentianor, och familjen gentianaväxter. Inga underarter finns listade i Catalogue of Life.